# Mille Petrozza
Miland Petrozza, detto Mille (Essen, 18 dicembre 1967), è un chitarrista e cantante tedesco.

## Biografia
Di origini italiane, e precisamente di Cutro (KR), ha fondato nel 1982 una band chiamata Tormentor che in seguito ha rinominato Kreator. Petrozza e Jürgen Reil sono i due soli membri originali che ancora oggi fanno parte del gruppo.
Nel 1994 ha suonato la chitarra nella metal band Voodoocult, con altre personalità di rilievo nel mondo dell'heavy metal quali Dave Lombardo e Chuck Schuldiner.

## Equipaggiamento
- B.C. Rich Beast
- Jackson signature "Mille Phobia" King V
- Jackson Randy Rhoads
- Jackson King V
- Ibanez Destroyer
- Gibson Les Paul
- Peavey 5150